# Tadeusz Jaroszewicz

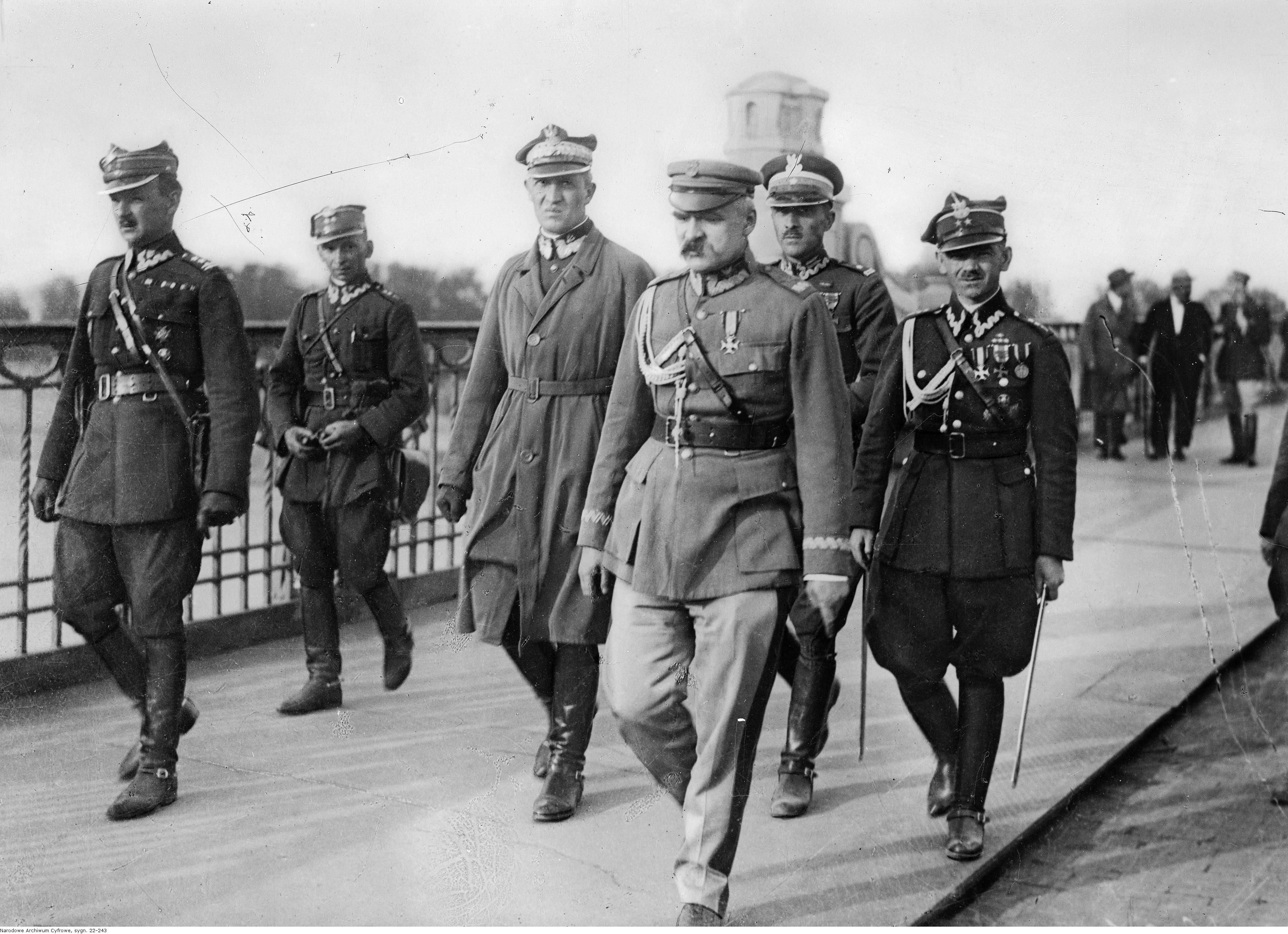
Józef Piłsudski na Moście Poniatowskiego w czasie przewrotu majowego. Tadeusz Jaroszewicz za Marszałkiem z prawej.

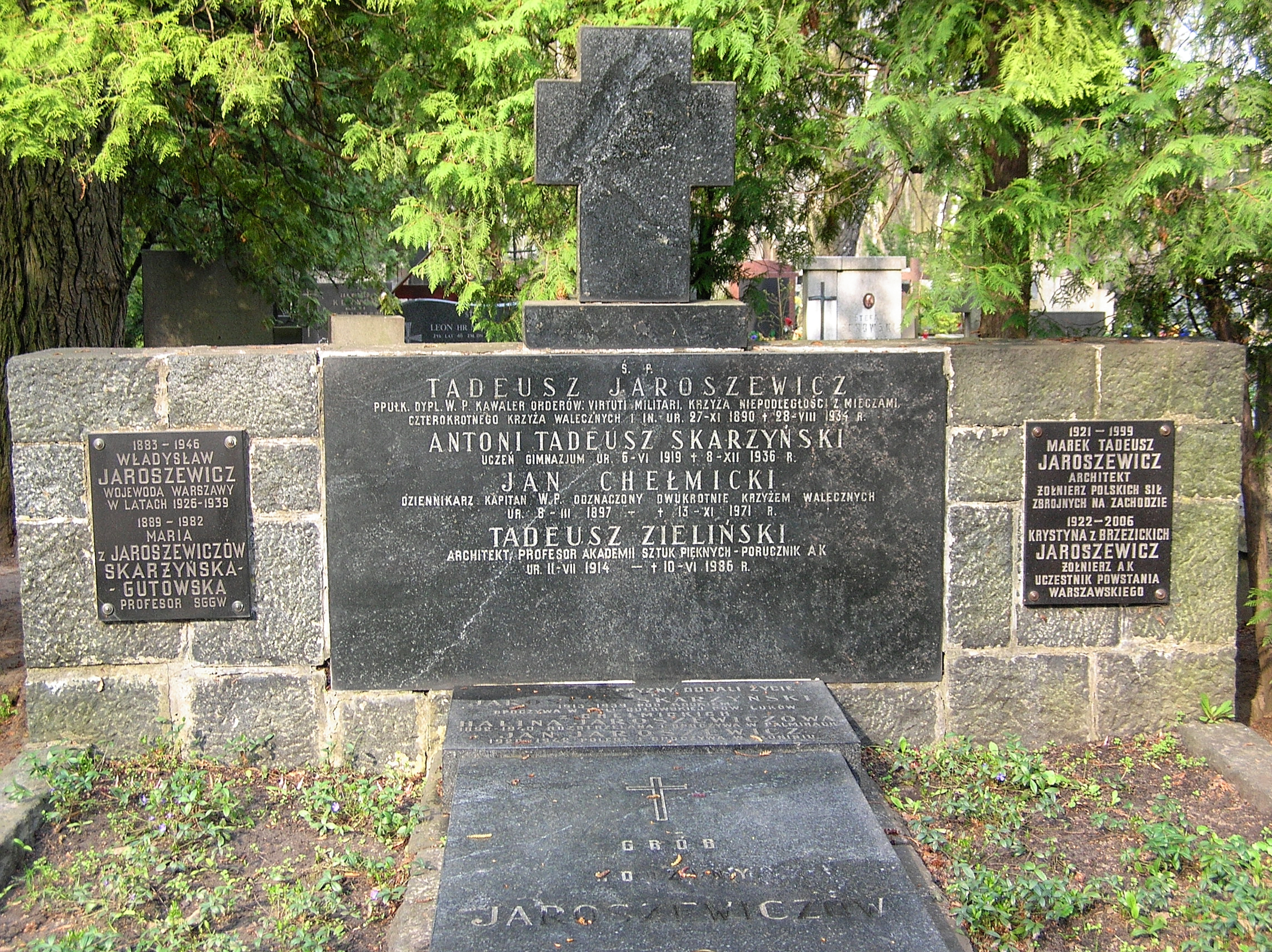
Grób Tadeusza Jaroszewicza na Powązkach Wojskowych

Tadeusz Jaroszewicz (ur. 27 listopada 1890 w Mytnicy, zm. 28 sierpnia 1934 w Warszawie) – podpułkownik dyplomowany kawalerii Wojska Polskiego i dyplomata II Rzeczypospolitej, kawaler Orderu Virtuti Militari.

## Życiorys
Ukończył gimnazjum w Kijowie i studiował na Wydziale Mechanicznym Politechniki Kijowskiej.  Od końca 1914 do czerwca 1915 był członkiem Polskiej Organizacji Wojskowej w Warszawie. Uwięziony przez władze carskie. Walczył w 1 pułku ułanów Legionów Polskich. Od 5 lutego do 31 marca 1917 był słuchaczem kawaleryjskiego kursu oficerskiego przy 1 pułku ułanów w Ostrołęce. Kurs ukończył z wynikiem dobrym. Posiadał wówczas stopień starszego ułana. Latem tego roku, w czasie kryzysu przysięgowego, jako poddany Królestwa Polskiego odmówił złożenia przysięgi i 20 lipca został internowany w Szczypiornie.
Od połowy 1918 w Pogotowiu Bojowym PPS, następnie w stopniu podporucznika zastępca szefa sztabu Komendy Głównej Milicji Ludowej. Od lipca 1919 w Wojsku Polskim, brał udział w wojnie polsko-bolszewickiej jako rotmistrz 1 pułku szwoleżerów. W 1920 roku został skierowany do Wyższej Szkoły Kawalerii w Saumur we Francji. W 1923 pełnił służbę w Oddziale Szkolnym Centralnej Szkoły Kawalerii w Grudziądzu, pozostając oficerem nadetatowym 1 pszwol. W następnym roku powrócił do macierzystego pułku. 25 września 1925 został przeniesiony do dowództwa XII Brygada Kawalerii w Ostrołęce na stanowisko oficera sztabu. 3 maja 1926 został awansowany na stopień majora ze starszeństwem z dniem 1 lipca 1925 i 12. lokatą w korpusie oficerów kawalerii. 2 listopada 1927 został przeniesiony do Wyższej Szkoły Wojennej w Warszawie, w charakterze słuchacza Kursu normalnego 1927/1929. 23 sierpnia 1929, po ukończeniu kursu i otrzymaniu dyplomu naukowego oficera dyplomowanego, został przeniesiony służbowo do Oddziału II Sztabu Głównego. 24 grudnia 1929 roku został mianowany podpułkownikiem ze starszeństwem z dniem 1 stycznia 1930 roku i 13. lokatą w korpusie oficerów kawalerii. Z dniem 1 listopada 1931 został przeniesiony na stanowisko attaché wojskowego w Helsingforsie z jednoczesnym pełnieniem obowiązków attaché wojskowego w Sztokholmie z siedzibą w Helsingforsie. Od 20 maja 1933 był chargé d’affaires RP w Egipcie. Z dniem 31 sierpnia 1933 został przeniesiony z dyspozycji Ministra Spraw Zagranicznych do rezerwy z jednoczesnym przydziałem w rezerwie do Oficerskiej Kadry Okręgowej Nr I. Placówką w Kairze kierował do lipca 1934. Po powrocie do Warszawy zmarł 28 sierpnia 1934. 1 września 1934 został pochowany w Warszawie.
Tadeusz Jaroszewicz od 1919 był żonaty z Haliną (Heleną) z Chełmickich h. Nałęcz, członkinią POW, senatorem RP, z którą miał dwoje dzieci:
- syna Jana (1920–1942), żołnierza kampanii wrześniowej 1939 i ZWZ-AK, poległego w szeregach „Wachlarza”,
- córkę Marię Ewę po mężu Zielińską (ur. 1923), żołnierza ZWZ-AK, uczestniczkę powstania warszawskiego, artystę plastyka, rzeczoznawcę Ministerstwa Kultury i Sztuki.

## Ordery i odznaczenia
- Krzyż Srebrny Orderu Wojskowego Virtuti Militari nr 234[11] (30 czerwca 1921)[12]
- Krzyż Niepodległości z Mieczami (28 grudnia 1933)[13]
- Krzyż Walecznych (czterokrotnie)
- Krzyż Komandorski Orderu Miecza (Szwecja, 13 marca 1934)[14]
- Krzyż Komandorski Orderu Białej Róży Finlandii (Finlandia, 13 marca 1934)[15]
- Medal Zwycięstwa („Médaille Interalliée”)